# Sudi Rejo II
Sudi Rejo II is een bestuurslaag in het regentschap Medan van de provincie Noord-Sumatra, Indonesië. Sudi Rejo II telt 8827 inwoners (volkstelling 2010).